# بردان (العدين)

تعديل مصدري - تعديل

بردان هي إحدى قرى عزلة بني هات بمديرية العدين التابعة لمحافظة إب، بلغ تعداد سكانها 431 نسمة حسب تعداد اليمن لعام 2004.